# Bensoeträd
Bensoeträd (Styrax benzoin) är en storaxväxtart som beskrevs av Jonas Dryander. Styrax benzoin ingår i släktet Styrax, och familjen storaxväxter. En underart finns: S. b. hiliferum.
Bensoeträdet är medelhögt med läderartade blad och förekommer vilt på Java, Sumatra och Malackahalvön. Det odlas även i stora plantager på Java, främst för utvinnande av bensoeharts.

## Bildgalleri

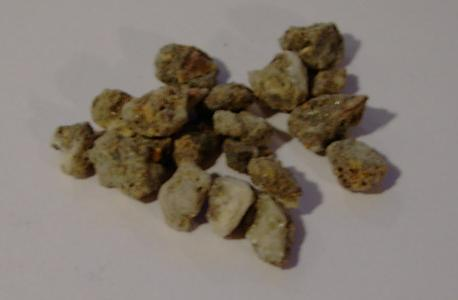
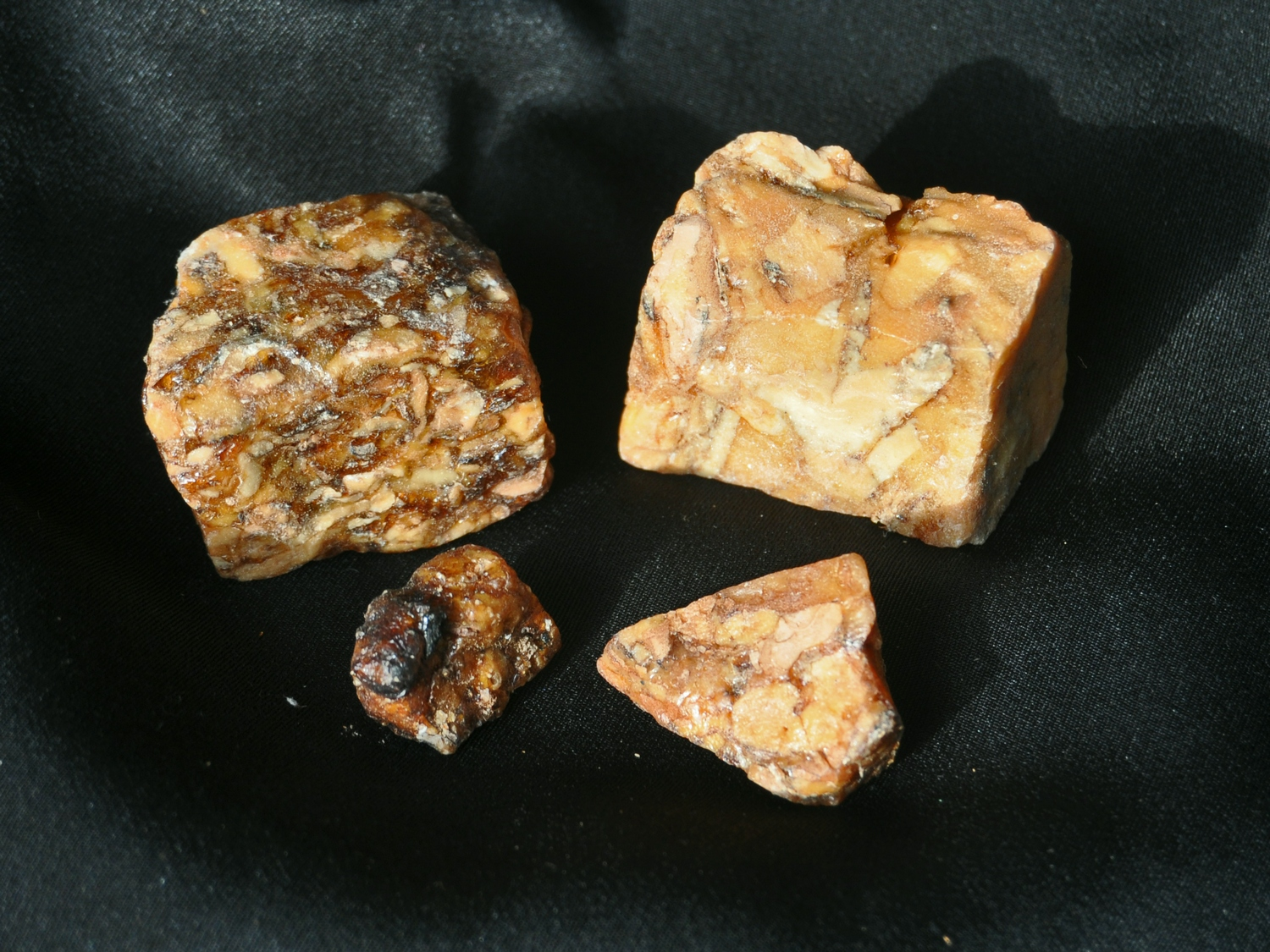
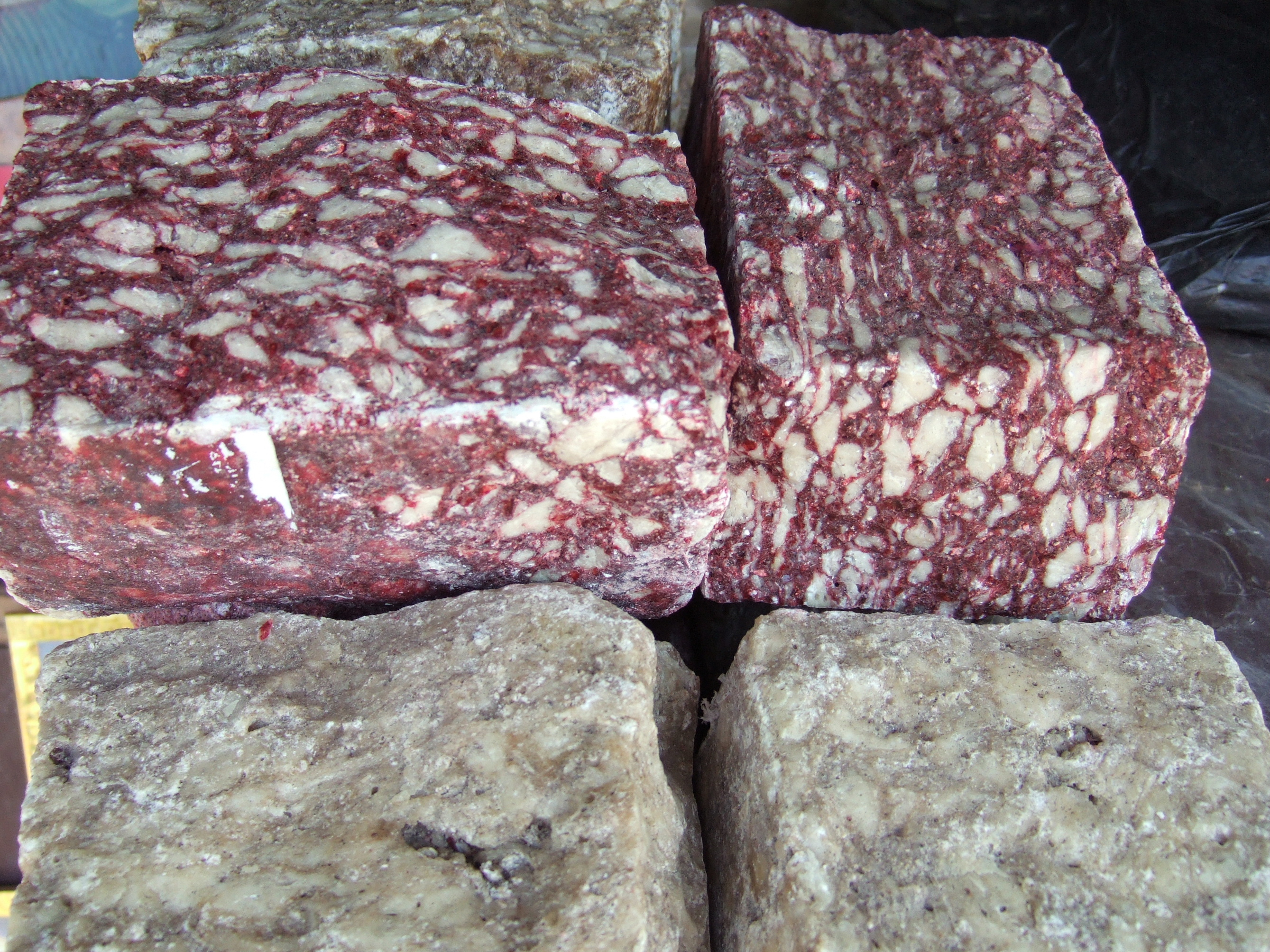
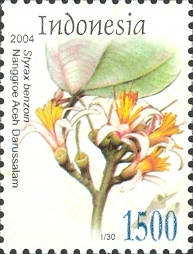
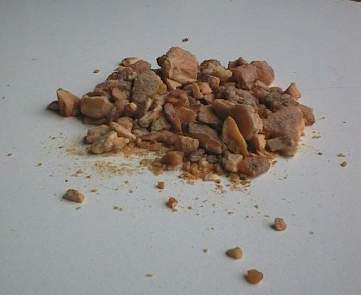
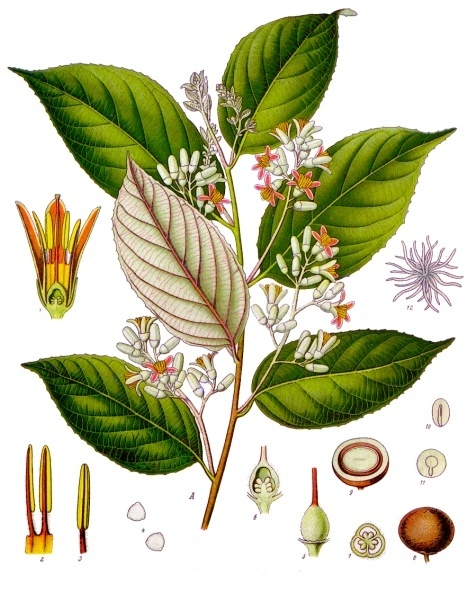